# 孔雀座γ
孔雀座γ，又名CP-65 3918，HD 203608、SAO 254999、HR 8181，是孔雀座的一颗恒星，视星等为4.22，位于銀經328.14，銀緯-40.29，其B1900.0坐标为赤經21h 18m 10.8s，赤緯-65° -40.29′ 7″。